# 第3次長期滞在
第3次長期滞在（だい3じちょうきたいざい、Expedition 3）は、国際宇宙ステーション（ISS）での3度目の長期滞在である。

## 乗組員
| 機長                                               | フライトエンジニア1                          | フライトエンジニア2                             |
| -------------------------------------------------- | -------------------------------------------- | ----------------------------------------------- |
| フランク・カルバートソン, アメリカ航空宇宙局 3度目 | ミハイル・チューリン, ロシア連邦宇宙局 1度目 | ウラジーミル・デジュロフ,ロシア連邦宇宙局 2度目 |

## ミッションパラメータ
- 近点：384km
- 遠点：396km
- 軌道傾斜角：51.6°
- 公転周期：92分

- ドッキング：2001年8月12日18時41分46秒（UTC）
- ドッキング解除：2001年12月15日17時28分（UTC）
- ドッキング時間：124日22時間46分14秒

## ミッションの目的

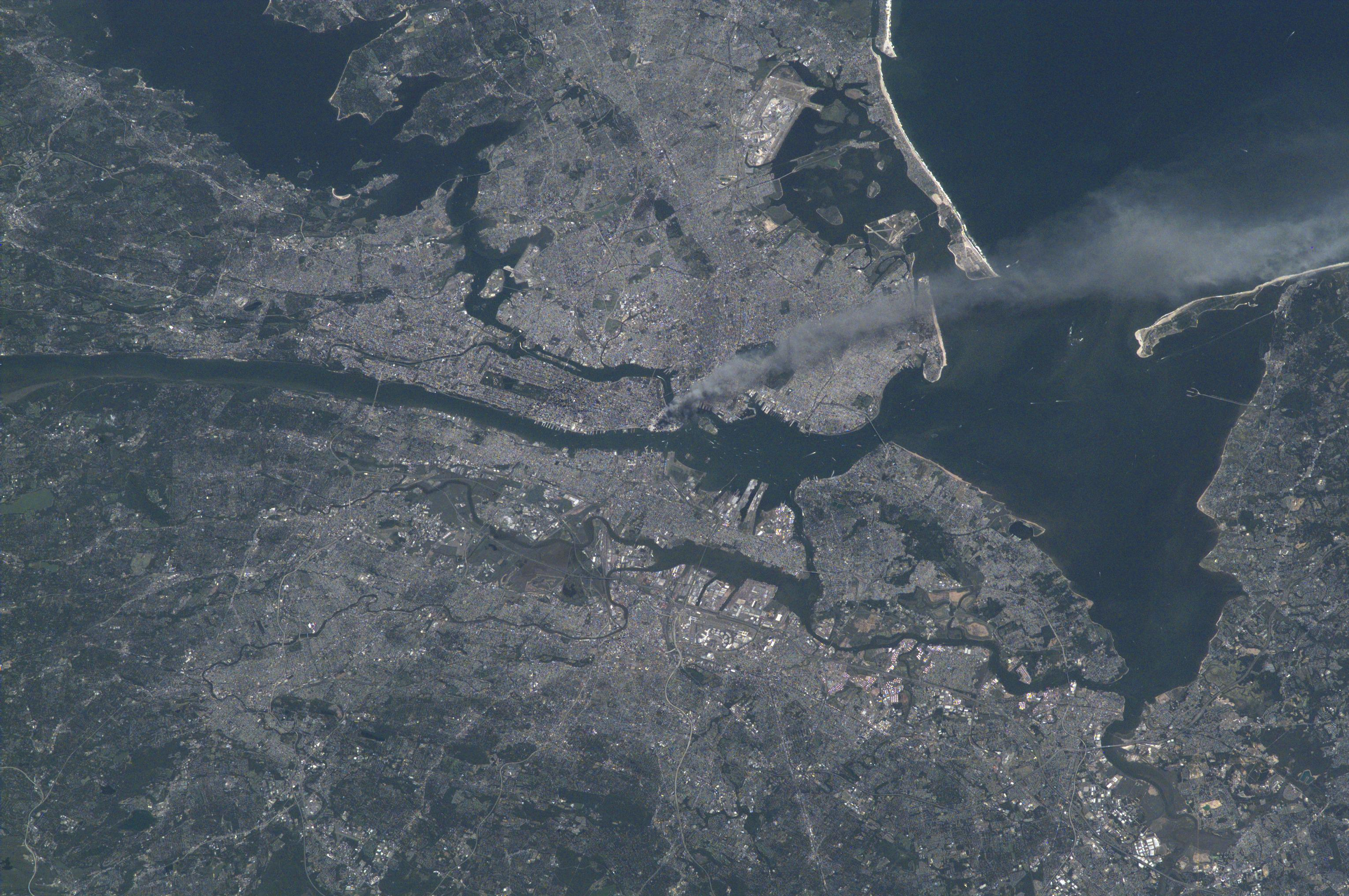
第3次長期滞在の乗組員によって撮影された、アメリカ同時多発テロ事件後に煙を上げるマンハッタン

第3次長期滞在の期間中に、前任の2人のISS乗組員によって宇宙空間での実験が始められた。第3次長期滞在の乗組員は、STS-105のミッションで、ディスカバリーによって2001年8月10日に宇宙に行き、2001円8月13日にISSに到着した。乗組員はISSでいくつかの科学実験と4度の宇宙遊泳を行った。117日のISSでの生活を終え、2001年12月8日にSTS-108で帰還した。
3人は2001年に、宇宙からのしし座流星群という珍しい光景を目撃した。カルバートソンは、「一度に3体か4体の編成を組んで、地球に接近するUFOを見ているようだった」と述懐している。2001年11月18日、専門家は、地球はテンペル・タットル彗星の残した塵の地雷原の中を進むことになると警告した。無数の彗星の塵が秒速64kmで地球の大気に衝突して流星となり、忘れられない光景になると予測された。数百万人の人々がその光景を目撃したが、そのうち3人はこの光景を宇宙から見ることができた。「流星が現れる地球の大気はステーションの下にあるため、我々は流星を見るために視線を下げなければならなかった。」とカルバートソンは語った。
3人はISSで生活する3番目の乗組員で、アメリカ人の機長とロシア人のフライトエンジニアからなる国際的なチームであった。4ヶ月の滞在中、彼らはISSの拡張や様々な実験を行った。

## 宇宙遊泳
第3次長期滞在では、ISSの維持と拡張のために4度の宇宙遊泳が行われた。最初の3回は、ピアースと呼ばれるロシア製のモジュールをISSに取り付けるために行われた。4回目はプログレス6号のドッキングを妨害していた障害物を取り除くために行われた。4回の宇宙遊泳は全てピアースから行われた。これによって、ISSからの宇宙遊泳は合計6回になり、ISSの組み立て、維持のための宇宙遊泳は合計30回になった。

### 宇宙遊泳1
- 宇宙飛行士：デジュロフ、チューリン
- 時間：4時間58分
- 開始：2001年10月8日14時23分（GMT）
- 終了：2001年10月8日19時21分（GMT）

### 宇宙遊泳2
- 宇宙飛行士：デジュロフ、チューリン
- 時間：5時間52分
- 開始：2001年10月15日9時17分（GMT）
- 終了：2001年10月15日15時9分（GMT）

### 宇宙遊泳3
- 宇宙飛行士：デジュロフ、カルバートソン
- 時間：5時間4分
- 開始：2001年11月12日21時41分（GMT）
- 終了：2001年11月12日2時45分（GMT）

### 宇宙遊泳4
- 宇宙飛行士：デジュロフ、チューリン
- 時間：2時間46分
- 開始：2001年12月3日13時20分（GMT）
- 終了：2001年12月3日16時6分（GMT）

## 徽章
第3次長期滞在の徽章には、宇宙の歴史の本が描かれている。この本は、ミールの章が終わり、スペースシャトルの章が始まる頁が開かれている。本の上には、スペースシャトルとドッキングしたISSの完成図が描かれている。